# Asa (album)
Asa è il sesto album in studio pubblicato dalla one-man-band tedesca Falkenbach, pubblicato nel 2013 con l’etichetta Prophecy Productions. Per la registrazione, Vratyas Vakyas si è avvalso della collaborazione di alcuni musicisti professionisti. I testi sono in gran parte scritti in antico olandese. Dall’album è estratto un singolo, Eweroun (“Per sempre”).

## Tracce
1. Vaer stjernar vaerdan ("Dove esistono le stelle") – 4:39
2. Wulfarweijd ("Caccia del Lupo") – 3:52
3. Mijn laezt wourd ("La mia ultima parola") – 3:45
4. Bronzen Embrace – 4:02
5. Eweroun ("Per sempre") – 5:50
6. I nattens stilta ("Nel silenzio della notte") – 6:24
7. Bluot fuër bluot ("Sangue per sangue")
8. Stikke wound ("Ferita nascosta") – 2:57
9. Ufirstanan Folk ("Popolo rinato") – 5:53

## CD Bonus
1. Beloved feral winter – 5:10
2. En lintinbluitin faran... ("E germogli di tiglio stanno cadendo...") – 4:47
3. Return to Ultima Thule[2] – 3:26
4. I svertar sunna luihtint ("Nelle spade il sole risplende") – 5:59